# New Freedom
New Freedom és una població dels Estats Units a l'estat de Pennsilvània. Segons el cens del 2000 tenia 3.512 habitants.

## Demografia
Segons el cens del 2000, New Freedom tenia 3.512 habitants, 1.296 habitatges, i 1.031 famílies. La densitat de població era de 661,5 habitants/km².
Dels 1.296 habitatges en un 38,4% hi vivien nens de menys de 18 anys, en un 70,1% hi vivien parelles casades, en un 7,1% dones solteres, i en un 20,4% no eren unitats familiars. En el 16,9% dels habitatges hi vivien persones soles el 7,3% de les quals corresponia a persones de 65 anys o més que vivien soles. El nombre mitjà de persones vivint en cada habitatge era de 2,7 i el nombre mitjà de persones que vivien en cada família era de 3,04.
Per edats la població es repartia de la següent manera: un 26,2% tenia menys de 18 anys, un 5,8% entre 18 i 24, un 29% entre 25 i 44, un 27,8% de 45 a 60 i un 11,3% 65 anys o més.
L'edat mediana era de 40 anys. Per cada 100 dones de 18 o més anys hi havia 93,8 homes.
La renda mediana per habitatge era de 66.458 $ i la renda mediana per família de 70.319 $. Els homes tenien una renda mediana de 46.563 $ mentre que les dones 31.576 $. La renda per capita de la població era de 24.828 $. Entorn de l'1,3% de les famílies i el 2,7% de la població estaven per davall del llindar de pobresa.

## Poblacions més properes
El següent diagrama mostra les poblacions més properes.